# 120-я отдельная гвардейская механизированная бригада
120-я отдельная гвардейская механизированная Рогачёвская Краснознамённая, орденов Суворова и Кутузова II степени бригада имени Верховного Совета Белорусской ССР (бел. 120-я асобная гвардзейская механізаваная Рагачоўская, Чырвонасцяжная, ордэнаў Суворава і Кутузава II ступені брыгада імя Вярхоўнага Савета Беларускай ССР) — тактическое соединение Сухопутных войск Беларуси.

## История

### Вторая мировая война

#### 308-я стрелковая дивизия
120-я гвардейская стрелковая дивизия была сформирована путем реорганизации 308-й стрелковой дивизии Рабоче-крестьянской Красной армии. 308-я стрелковая дивизия была сформирована в соответствии с приказом № 0044 Сибирского военного округа от 21 марта 1942 года. Она была сформирована в Омске в Сибирском военном округе с использованием 20 % красноармейцев (действующая служба), 25 % возвращающихся раненых ветеранов, 25 % резервистов из промышленности и 30 % новобранцев из выпусков 1922-23. Большинство новобранцев и резервистов происходили из Омской и Красноярской областей. Когда дивизия направилась на запад, в ней находилось 12 133 офицера и солдата.
Дивизия оставалась в Сибирском военном округе до мая 1942 года, пока не была переброшена на запад. В конце мая дивизия была приписана к 8-й резервной армии в запасе Верховного Главнокомандования . 1 июня 1942 года дивизия с 8-й резервной армией находилась в Саратове . С 29 августа по 6 сентября 1942 года дивизия прошла не менее 300 километров пешком. 1 августа 1942 года 308-я стрелковая дивизия входила в состав 24-й армии в районе Котлубана. Дивизия вступила в действующую армию 29 августа 1942 года, когда была назначена в 24-ю армию на Сталинградском фронте. Первый бой в дивизии приняла 24-я армия на территории совхоза «Котлубан». Дивизия должна была захватить селение Бородкина и Высоты 133.4, 143.8 и 154.2. Войска дивизии поддержали 217-ю танковую бригаду, 136 миномётов, тяжелый артиллерийский полк в 1936 году. Вражеские войска обстреляли дивизию из мощных артиллерийских орудий, миномётов, авиации и танков.
К концу сентября 1942 года дивизия была приписана к 62-й армии внутри Сталинграда. На бои под Сталинградом дивизия прибыла в ночь на 2 октября 1942 года под командованием полковника Леонтия Гуртева. В составе 62-й армии генерала В. И. Чуйкова дивизия захватила позиции в районе завода «Баррикады». Дивизия была окончательно выведена из города и 62-й армии в декабре 1942, и только 500 человек всё ещё были в составе дивизии. За свои действия под Сталинградом с сентября по декабрь 1942 года она была награждена орденом Красного Знамени от 19 июня 1943 года.
Передислоцировавшись в Приволжский военный округ, дивизия провела следующие несколько месяцев, восстанавливая свои силы. К 1 марта 1943 года дивизия была отправлена обратно на фронт в резервы Калининского фронта, а затем в 11-ю армию в резерв Ставки Верховного Главнокомандования.
Состав 308-й стрелковой дивизии:
- 339-й стрелковый полк
- 347-й стрелковый полк
- 351-й стрелковый полк
- 1011-й артиллерийский полк
- 430-й противотанковый артиллерийский дивизион
- 699-й сапёрный батальон
- 899-й батальон связи
- Учебный батальон

Дивизия вернулась на фронт в 3-ю армию Брянского фронта в операции «Кутузов». Отличившись в бою, была удостоена гвардейского статуса и переименована в 120-ю гвардейскую стрелковую дивизию. Оставшуюся часть 1943 года дивизия участвовала в Орловской, Брянской и Гомельско-Речицкой операциях.
Как и в 308-й стрелковой дивизии, в подразделении было два командира. Полковник Леонтий Николаевич Гуртьев принял дивизию 1 марта 1942 года, был произведен в генерал-майоры 7 декабря 1942 года и был убит в бою в Паманлово 3 августа 1943 года. За свои действия по захвату этого города он стал Героем Советского Союза посмертно 27 августа 1943 года. Его преемником в качестве командира дивизии был полковник Николай Кузьмич Масленников, который официально вступил в должность 4 августа 1943 года и был произведен в генерал-майоры 22 сентября 1943 года. Масленников был командиром до того, как 308-я стрелковая дивизия стала 120-й гвардейской стрелковой дивизией в сентябре 1943 года в соответствии с приказом NKO № 285.

#### 120-я гвардейская стрелковая дивизия

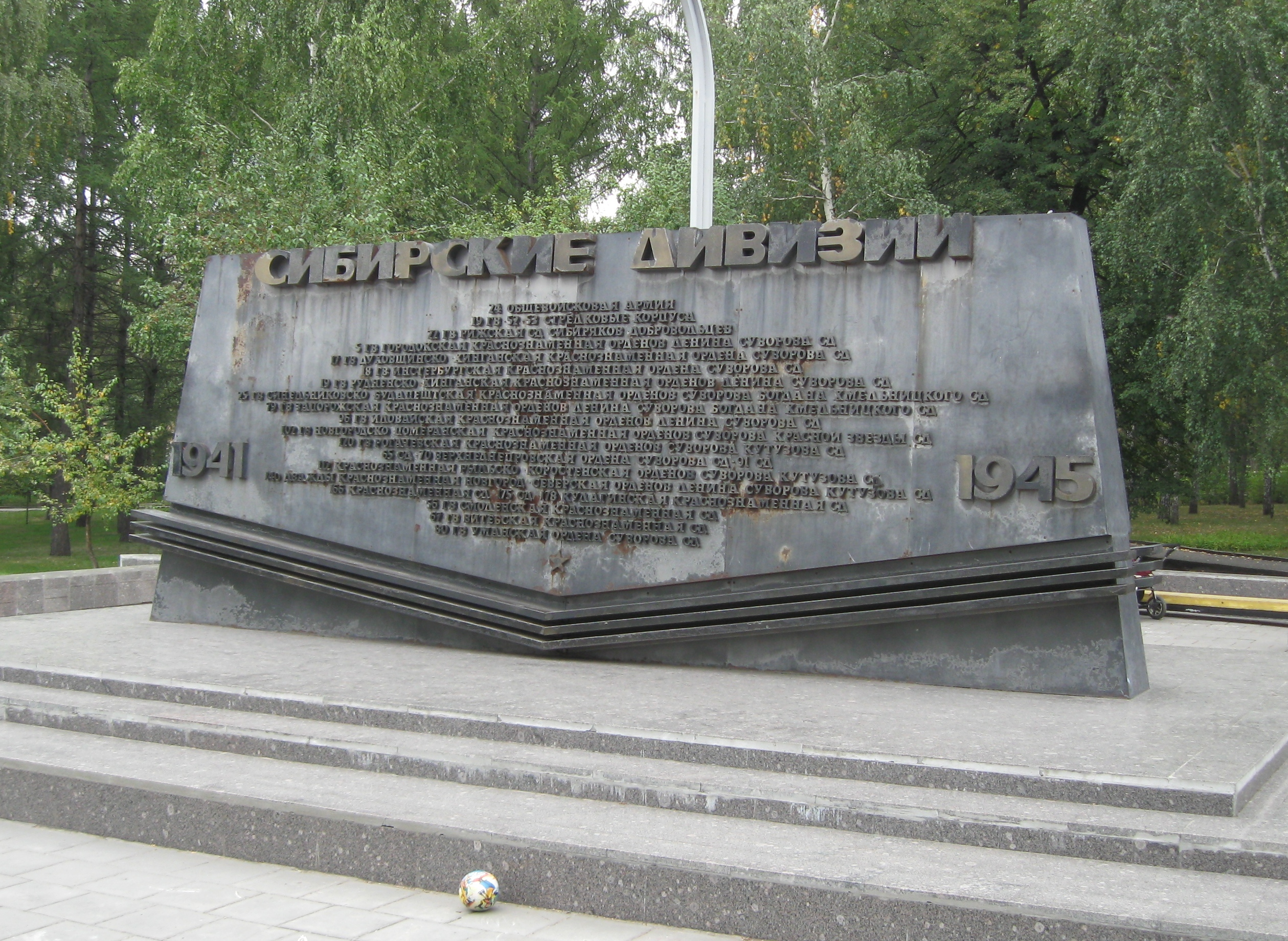
Памятник Славы в Новосибирске сибирским дивизиям, в том числе 120-й гвардейской Рогачевской стрелковой дивизии

В середине июля 1944 года командир дивизии генерал-майор И. А. Фогель, был убит в бою. Во время войны 120-я гвардейская дивизия часто назначалась в 41-й стрелковый корпус 3-й армии.
В 1944 и 1945 годах дивизия участвовала в Рогачёвско-Жлобинской, Белорусской, Восточно-Прусской и Берлинской наступательных операциях. За боевые заслуги дивизия была удостоена почетного звания «Рогачёвская» (февраль 1944 года), была награждена орденами Красного Знамени, Суворова и Кутузова 2-го степеней, более 18 тысяч её солдат награждены орденами и медалями, восемь были удостоены звания Героя Советского Союза.

## После войны
После войны 120-я гвардейская дивизия была переведена в Уручье в Минске и 20 мая 1957 года была преобразована в 120-ю гвардейскую мотострелковую дивизию.
В 1963 году 336-й гвардейский мотострелковый полк дивизии был преобразован в 336-й отдельный гвардейский Белостокский полк морской пехоты на Балтийском флоте и перебазирован в город Балтийск, став первым полком морской пехоты в возрождающемся советском флоте, существует и по сей день как 336-я гвардейская бригада морской пехоты.
31 октября 1967 года дивизия получила почетное звание «имени Верховного Совета Белорусской ССР».
1 июня 1982 года дивизия была преобразована в 5-й гвардейский отдельный армейский корпус с соотношением 2 × 2 танковых и мотострелковых бригад и полков. Командиром был назначен генерал-майор Александр Чумаков. 1 июня 1989 года дивизия была восстановлена в составе трёх мотострелковых и одного танкового полка.
Штаб дивизии на момент распада СССР находился в Уручье, а сама дивизия включала в себя 355-й гвардейский танковый, 334-й, 339-й гвардейские, 356-й мотострелковые, 310-й гвардейский самоходный артиллерийский и 1045-й гвардейский зенитный ракетный полки. После распада Советского Союза она стала частью белорусских сухопутных войск, продолжая дислоцироваться в Уручье, одном из микрорайонов Минска. Один из её полков был переведен во внутренние войска Белоруссии.
120-я гвардейская мотострелковая дивизия была первым формированием в Советском Союзе, которое в январе — ноябре 1965 года провело испытания прототипов новой боевой машины пехоты БМП-1 («объект 765») под командованием гвардии майора Василия Самоделова.
1 февраля 2002 года по окончании реформы Сухопутных войск Белоруссии дивизия была преобразована в 120-ю отдельную гвардейскую механизированную бригаду с сохранением наград, почётных наименований, исторического формуляра и боевой славы соединения. В 2005 году в составе бригады сформирована миротворческая рота, но позже передана 103-й бригаде.

## Состав
- управление
- 339-й отдельный гвардейский механизированный батальон[11],
- 356-й отдельный механизированный батальон,
- 358-й отдельный гвардейский механизированный батальон[12],
- 334-й отдельный гвардейский танковый батальон,
- 355-й отдельный гвардейский танковый батальон[11],
- разведывательный батальон[13]
- 310-я группа артиллерии 
  - 1-й гаубичный самоходный артиллерийский дивизион,
  - 2-й гаубичный самоходный артиллерийский дивизион,
  - реактивный артиллерийский дивизион,
  - противотанковый артиллерийский дивизион,
- зенитный ракетно-артиллерийский дивизион,
- 149-й батальон связи,
- 126-й инженерно-сапёрный батальон,
- 82-й ремонтно-восстановительный батальон
- рота радиационной, химической и биологической защиты,
- батальон материального обеспечения
- медицинская рота[14]